# Natallja Katschanawa

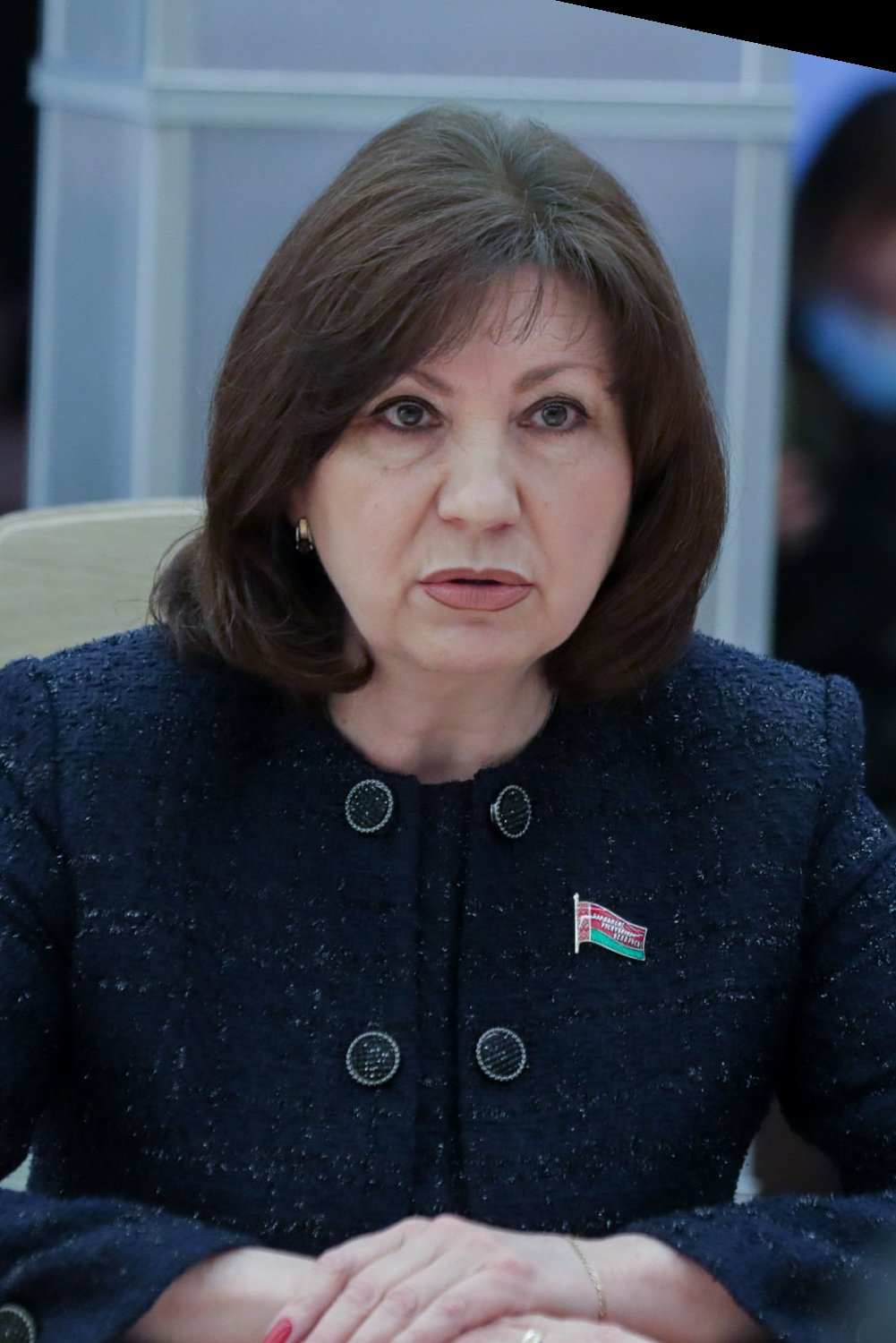
Natallja Katschanawa (2021)

Natallja Iwanauna Katschanawa (belarussisch Наталля Іванаўна Качанава; * 25. September 1960 in Polazk) ist eine belarussische Politikerin. 

## Leben
Katschanawa absolvierte 1982 das Polytechnische Institut in Nawapolazk und 2006 die Verwaltungsakademie beim Präsidenten der Republik Belarus in Minsk.
Von 1982 bis 2007 arbeitete sie im Staatsbetrieb Wodokanal in Polazk, bei den Wohn- und Kommunalwerken Polazk und in der Polazker Stadtregierung, wo sie sich mit den Fragen der regionalen Wohn- und Kommunalpolitik befasste. Von 2007 bis 2014 leitete Katschanawa das Exekutivkomitee der Stadt Nawapolazk. 
Von 2014 bis 2016 war sie stellvertretende Ministerpräsidentin von Belarus und von 2016 bis 2019 Leiterin der Präsidialverwaltung. Diese Posten hatte sie als erste Frau inne.
Sie ist seit 2019 Vorsitzende des Rates der Republik der Nationalversammlung von Belarus und ebenfalls erste Frau in diesem Amt.

## Sanktionen
Am 17. Dezember 2020 wurde sie auf die „schwarze Liste der EU“ gesetzt. Bei der Begründung der Verhängung der Sanktionen wurde darauf hingewiesen, dass Katschanawa als Vorsitzende des Rates der Republik der Nationalversammlung von Belarus für die Unterstützung der Entscheidungen des Präsidenten im Bereich der Innenpolitik und die Organisation der betrügerischen Präsidentschaftswahl 2020 verantwortlich sei. Sie gab auch öffentliche Erklärungen ab, in denen sie das brutale Vorgehen des Sicherheitsapparats gegen friedliche Demonstranten verteidigte. Aus diesem Grund nahmen Vereinigtes Königreich, die Schweiz Katschanawa in ihre Sanktionslisten auf.
Katschanawa steht auch auf der Liste der Specially Designated Nationals and Blocked Persons der USA. Im Jahr 2022 wurde sie auch von Japan, der Ukraine und Kanada auf die schwarze Liste gesetzt.